# Sita Buzăului
Sita Buzăului é uma comuna romena localizada no distrito de Covasna, na região histórica da Transilvânia. A comuna possui uma área de 147.53 km² e sua população era de 4827 habitantes segundo o censo de 2007.